# Religia w Salwadorze

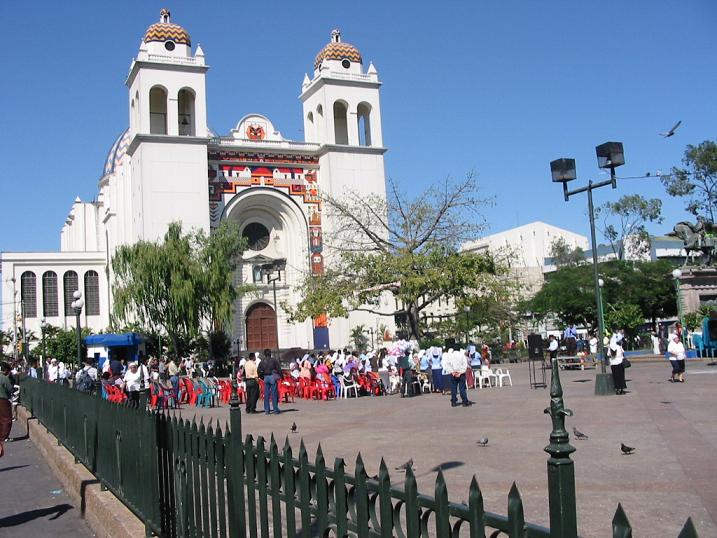
Katedra Metropolitalna Świętego Zbawiciela w San Salvador

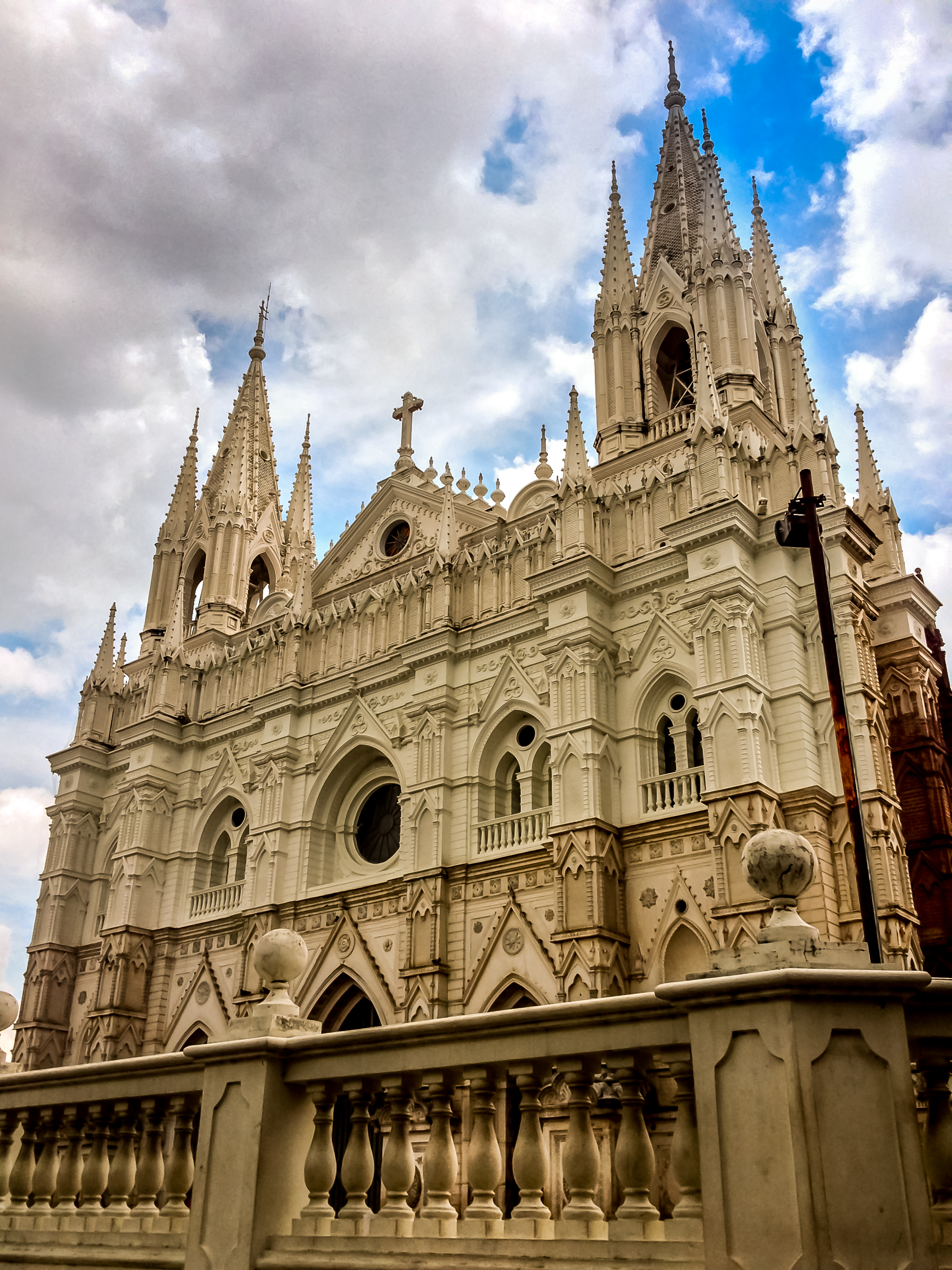
Katedra Santa Ana w Santa Ana

Religia w Salwadorze, kraju liczącym ok. 6,5 mln mieszkańców, zdominowana jest przez chrześcijaństwo. W ostatnich dziesięcioleciach protestantyzm ewangelikalny doświadcza ogromnego wzrostu, podczas gdy udział katolików w populacji maleje. 
Konstytucja kraju zapewnia wolność wyznania i stwierdza, że wszyscy są równi względem prawa. Zabrania się dyskryminacji ze względu na religię.

## Przynależność religijna
Według ankiety z 2017 roku przeprowadzonej przez Uniwersytet Ameryki Środkowej, 45,9% populacji określa się jako rzymsko-katolicy, 35,5% jako ewangelikalni protestanci i 14,3% bez przynależności wyznaniowej. Około 4,4% stanowiła kategoria „inne”, w tym byli: Świadkowie Jehowy, mormoni, muzułmanie, bahaiści, żydzi, buddyści i Międzynarodowe Towarzystwo Świadomości Kryszny. Niewielka część populacji praktykuje miejscowe religie plemienne, które czasem mieszane są z chrześcijaństwem lub islamem. Przywódcy muzułmańscy szacują, że w kraju jest około 20 tys. wyznawców islamu.
W roku 2020 dane ankiety CID Gallup wykazały, że 44% mieszkańców identyfikuje się z Kościołami protestanckimi nurtu ewangelikalnego (ok. 2 mln 900 tys. obywateli). Przynależność do Kościoła rzymskokatolickiego deklaruje 38%. Spośród badanych 55% to osoby, które urodziły się i zostały ochrzczone w Kościele rzymskokatolickim.

## Historia
Do 1525 roku Pedro de Alvarado, jeden z najokrutniejszych hiszpańskich konkwistadorów, ujarzmił – z ogromną brutalnością – większość rdzennej ludności Ameryki Środkowej. Terytorium Salwadoru w hiszpańskim okresie kolonialnym weszło w skład kapitana generalnego Gwatemali i przez pewien czas po odzyskaniu niepodległości było częścią federalnej Republiki Ameryki Środkowej (1821–1838), aż do uzyskania pełnej niepodległości w 1838 roku.  
Pojawienie się w latach 60. XX wieku, wielu protestanckich agencji misyjnych (głównie ze Stanów Zjednoczonych) podważyło historycznie dominującą pozycję Kościoła rzymskokatolickiego w Salwadorze. 

## Inne

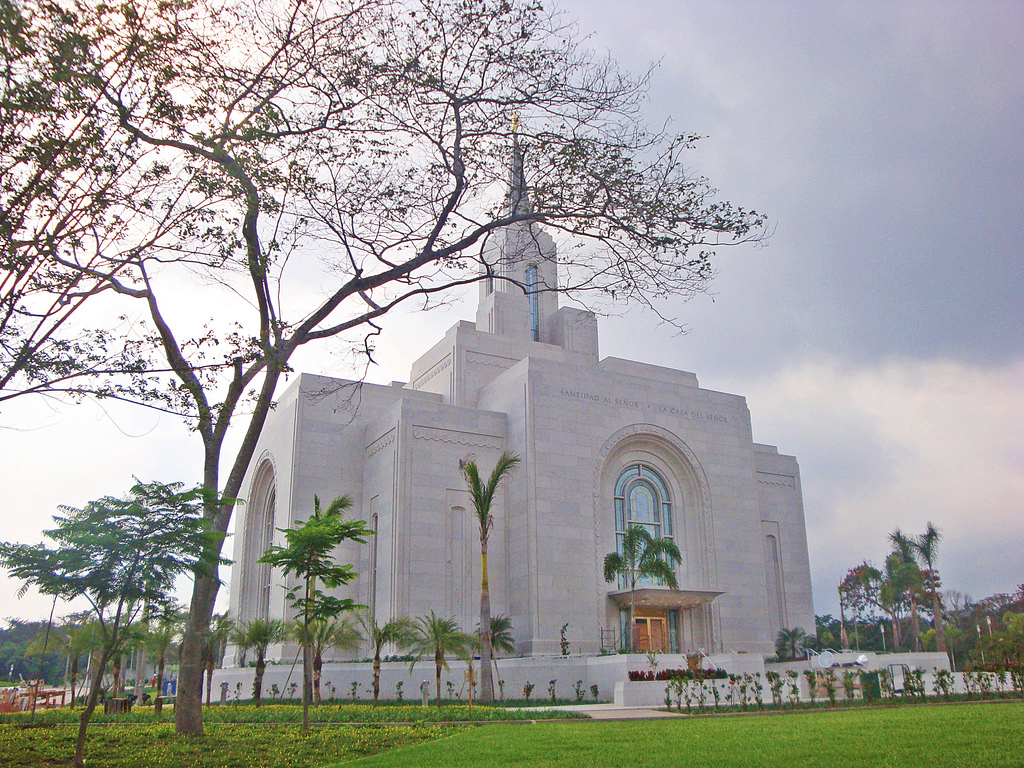
Mormońska świątynia w San Salvador

Oprócz szybkiego wzrostu wyznań ewangelicznych, w ciągu ostatnich kilku dziesięcioleci, Salwador był także świadkiem pojawienia się licznych mniejszych grup wyznaniowych, takich jak: Świadkowie Jehowy, Kościół Jezusa Chrystusa Świętych w Dniach Ostatnich (mormoni), czy też La Luz del Mundo z Meksyku. 
Kościół Jezusa Chrystusa Świętych w Dniach Ostatnich, który rozpoczął działalność misyjną w 1948 roku, w 2020 roku zgłasza 128 881 wyznawców (2,0% populacji) w 158 zgromadzeniach.
Świadkowie Jehowy w Salwadorze działalność kaznodziejską rozpoczęli w 1911 roku, a w 1945 roku przybyli ich pierwsi misjonarze. W roku 2022 liczyli 38 717 głosicieli, należących do 654 zborów.